# Hooglanden van Guinea

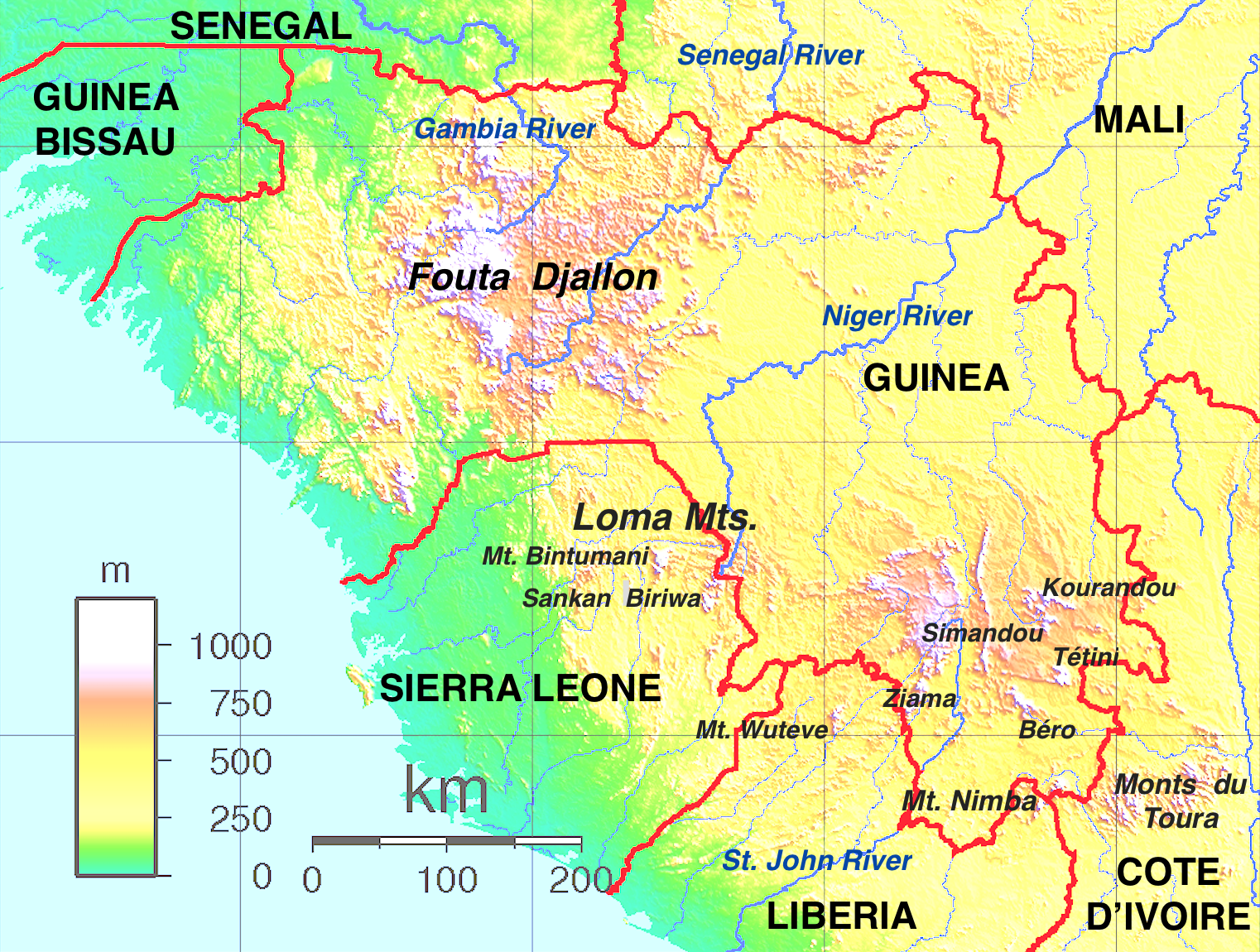
Ligging van de Hooglanden van Guinea

De Hooglanden van Guinea is een dicht bebost bergachtig plateau dat zich uitstrekt van centraal Guinee via het noorden van Sierra Leone en Liberia tot in het westen van Ivoorkust. De hooglanden omvatten een aantal bergen, bergketens en plateaus, waaronder de Fouta Djalon in centraal Guinee, het Lomagebergte in Sierra Leone, de Simandou- en Kourandou-massieven in het zuidoosten van Guinee, het Nimba-massief op de grens van Guinee, Liberia en Ivoorkust, en de Monts du Toura in het westen van Ivoorkust.

## Geografie

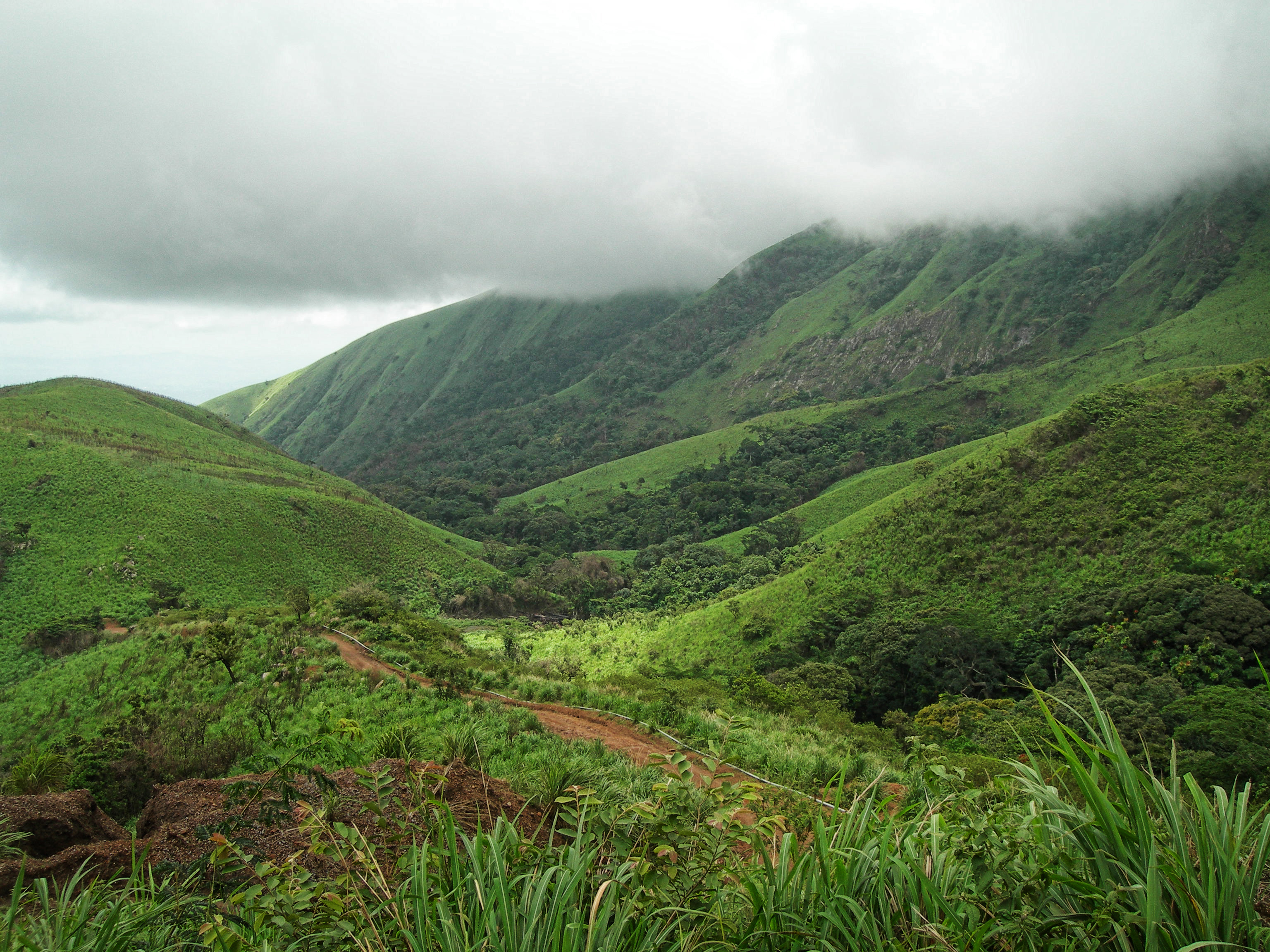
Landschap in het Nimba-massief

In Guinee staan de hooglanden bekend als Dorsale Guinéenne. De hoogste top in de regio is de berg Bintumani in Sierra Leone, met 1945 meter. Andere pieken zijn onder meer Sankan Biriwa (1.850 meter) in Sierra Leone en de berg Nimba (1.752 meter) op de grens van Guinee en Ivoorkust. De hooglanden liggen meestal tussen de 300 en 500 meter boven zeeniveau. 
De Hooglanden van Guinea zijn de bron van veel van de rivieren van West-Afrika, waaronder de Niger, de langste rivier van West-Afrika, de rivieren Sénégal en Gambia, en diverse rivieren van Sierra Leone, Liberia, Guinee en westelijk Ivoorkust. De bodem in de hooglanden bestaat uit graniet, schist en kwartsiet.
De Hooglanden van Guinea vormen de overgang tussen de westelijke Guinese laaglandbossen, vochtige tropische regenwouden die in het zuiden liggen tussen de Hooglanden van Guinea en de Atlantische Oceaan, en het Guinese bos-savannemozaïek in het noorden.
De Guinese montane bossen beslaat het deel van de hooglanden dat boven 600 meter hoogte ligt. Het omvat bergbossen, graslanden en savannes, met een aparte flora en fauna die afwijkt van de omliggende laaglanden.

## Bevolking
De plaats Yomou (Guinee) is de belangrijkste marktstad in de dichtbeboste regio van de Hooglanden van Guinea. De belangrijkste producten die in de stad worden verkocht zijn rijst, cassave, koffie, palmolie en zaden. De regio wordt voornamelijk bewoond door de volken Kpelle en Mano.
In deze regio worden verschillende gewassen verbouwd, zoals rijst, fonio, maïs, oliepalm, koffie en kolanoten. Verder worden er mineralen zoals ijzererts geëxploiteerd en wordt er ook diamant gewonnen in het gebied.

## Pieken

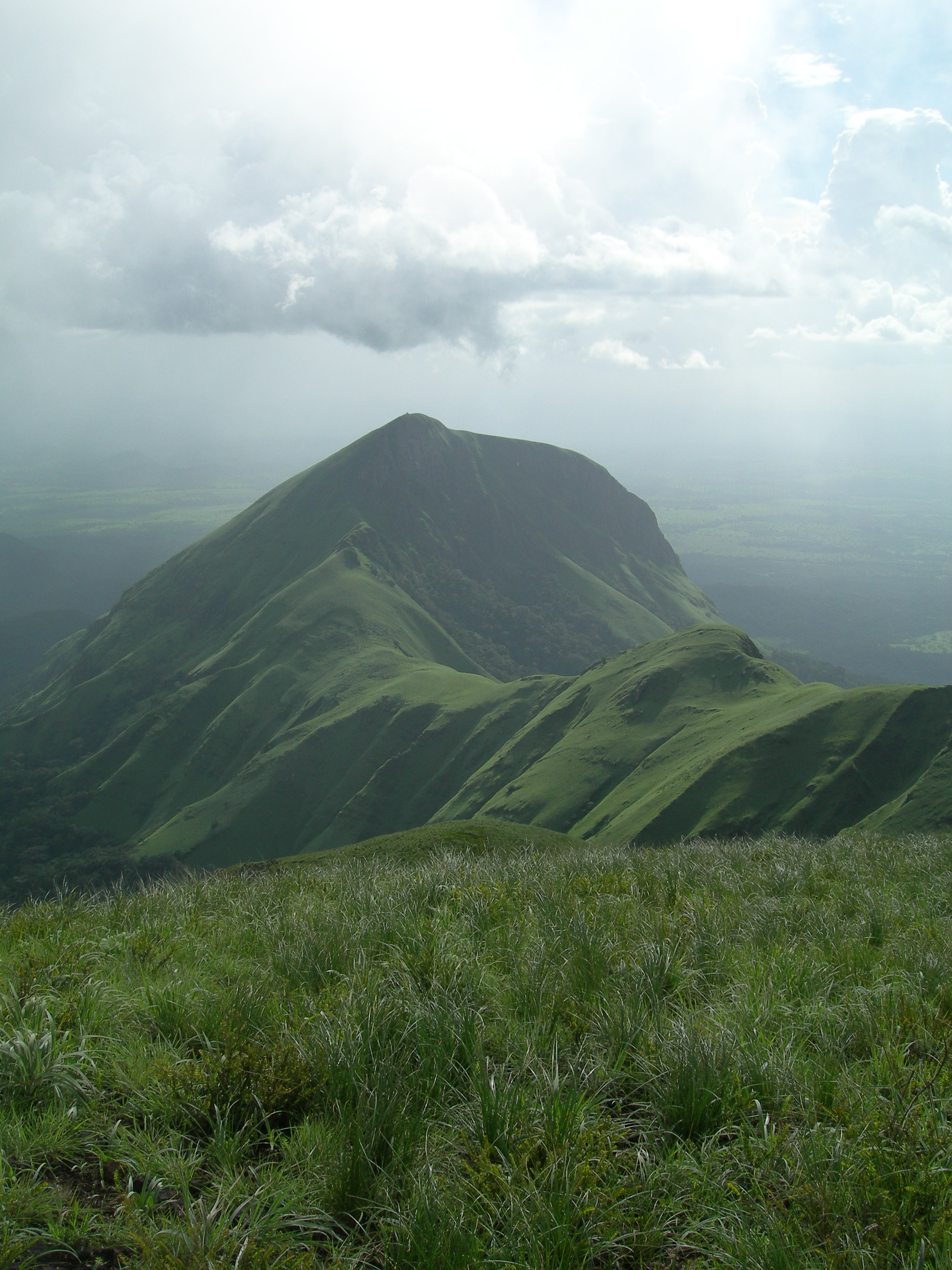
Mont Nimba (1.752 m), ook bekend als Mount Richard-Molard.

- Mount Bintumani (Loma Mansa), Sierra Leone, 1.945 m
- Sankan Biriwa, Sierra Leone, 1.850 m
- Mount Richard-Molard, ook bekend als Mount Nimba, Ivoorkust en Guinee, 1.752 m
- Grand Rochers, Guinee, 1.694 m
- Mont Sempéré, Guinee, 1.682 m
- Mont Tô, Guinee, 1.675 m
- Mont Piérré Richaud, Guinee, 1.670 m
- Pic de Fon, Guinee, 1.658 m
- Mont LeClerc, Guinee, 1.577 m
- Pic de Tibé, Guinee, 1.504 m
- Mount Wuteve, Liberia, 1.420 m
- Pic de Tétini, Guinee, 1.257 m
- Kourandou Massif, Guinee, 1.236 m
- Béro Massif, Guinee, 1.210 m